# Zbigniew Stawrowski
Zbigniew Stawrowski (ur. 14 marca 1958) – filozof polityki, profesor w Instytucie Politologii UKSW.

## Życiorys
Ukończył studia ekonomiczne w Szkole Głównej Planowania i Statystyki w Warszawie, gdzie w 1980 r. był współzałożycielem NZS. Następnie studiował filozofię w Papieskiej Akademii Teologicznej w Krakowie, gdzie w 1993 obronił doktorat pod kierunkiem ks. Józefa Tischnera. Habilitację uzyskał w 2006 na Wydziale Filozoficznym Uniwersytetu Jagiellońskiego. W 2016 uzyskał tytuł profesora nauk społecznych. Publikuje m.in. na łamach „Teologii Politycznej” i „Nowej Konfederacji”.
W latach 1994–2000 zastępca dyrektora Instytutu Studiów Politycznych PAN. Współzałożyciel Collegium Civitas. Współzałożyciel i dyrektor Instytutu Myśli Józefa Tischnera w Krakowie. Wszedł w skład rady programowej kongresu Polska Wielki Projekt.
Pod jego kierunkiem stopień naukowy doktora uzyskał w 2012 Wojciech Wierzejski.

## Publikacje książkowe
- Państwo i prawo w filozofii Hegla (1994)
- Prawo naturalne a ład polityczny (2006)
- Niemoralna demokracja (2008)
- Solidarność znaczy więź (2010)
- Wokół idei wspólnoty (2012)
- The Clash of Civilizations or Civil War (2013)
- Budowanie na piasku. Szkice o III Rzeczpospolitej (2014)